# Krasnooktjabrski (Adygeja)
Krasnooktjabrski (russisch Краснооктябрьский) ist eine Siedlung in der Republik Adygeja (Russland) mit 5875 Einwohnern (Stand 14. Oktober 2010).

## Geographie
Die Siedlung Ort liegt etwa 3 km Luftlinie südlich des Zentrums der Republikhauptstadt Maikop, von der Stadt durch einen bewaldeten Bergzug getrennt, der sich zwischen der Belaja und ihrem linken Nebenfluss Kurdschips erhebt. Krasnooktjabrski erstreckt sich entlang dem rechten Ufer des Kurdschips.
Krasnooktjabrski gehört zum Rajon Maikopski und befindet sich etwa 10 km nordwestlich von dessen Verwaltungssitz Tulski. Es ist Sitz der Landgemeinde Krasnooktjabrskoje selskoje posselenije, zu der neben der Siedlung noch die Stanizen Beswodnaja, Dagestanskaja und Kudschipskaja, die Siedlungen Chakods, Mirny, Priretschny, Spokoiny und Tabatschny sowie die Weiler (chutor) Krasny Most und Sadowy gehören.

## Geschichte
Der Ortsname ist von Krasny Oktjabr, russisch für Roter Oktober, abgeleitet. In den letzten Jahrzehnten entwickelte sich die Siedlung zu einem Wohnvorort der nahen Großstadt Maikop.

### Bevölkerungsentwicklung
| Jahr | Einwohner |
| ---- | --------- |
| 2002 | 5488      |
| 2010 | 5875      |

Anmerkung: Volkszählungsdaten

## Verkehr
Durch Krasnooktjabrski verläuft die Regionalstraße R254, die von Maikop nach Süden die Belaja aufwärts über Tulski und Kamennomostski zum kleinen Touristenort Guseripl führt, sowie in südwestlicher Richtung in die benachbarte Region Krasnodar über Apscheronsk nach Tuapse an der Schwarzmeerküste.